# François Secret
François Secret (15 de agosto de 1911, Chambéry - 2003) fue un erudito, historiador y lingüista francés del siglo XX.

## Trayectoria
Tras su carrera universitaria y forjarse luego una formación erudita impresionante, François Secret fue director de Estudios, en la École pratique des hautes études, de la sección de ciencias religiosas hasta su jubilación. Fue un estudioso continuo, y se cuenta que todos los días iba de su domicilio a la Biblioteca Mazarino hasta los 88 años, en una larga hora de camino.
Estimulado por las investigaciones de Gershom Scholem y Paul Vulliaud, aprendió hebreo, arameo y siríaco. Sus trabajos se han centrado en el esoterismo y el hermetismo cristianos de inicios de la modernidad (especialmente en el siglo XVI), y ha analizado básicamente sus lazos con la cábala (o kabbala). Ha estudiado destacadamente a una figura influyente de ese siglo como fue Guillaume Postel; hoy en día todas las indagaciones sobre este extraño sabio tienen su fuente en sus trabajos.
François Secret, como los eruditos del Renacimiento tardío —que fueron objeto de estudio para él y a la vez ejemplo intelectual—, recorrió muchas bibliotecas europeas, descubriendo manuscritos desconocidos, y los publicó en Francia, Suiza, Países Bajos e Italia. También buscó sus ramificaciones en la cábala española.
No le gustaba mucho la vulgarización. Escribió en numerosos artículos en La Tour Saint-Jacques, en Chrysopœia y Rech. sur d'Humanisme et la Renaissance. Pero admitió redactar, para la Encyclopædia Universalis, un gran número de textos: Gilles de Viterbe, Agrippa de Nettesheim, Kabbale, Guillaume Postel, Johannes Reuchlin, Paul Vulliaud o Johannes Trithemius.
En general, la dificultad de sus textos estriba en su cercanía al texto original, en el que hay citas continuas en latín, griego y hebreo. No obstante, su La kabbala cristiana del Renacimiento se difundió (y se tradujo al español), así que pudo verse, al lado de figuras conocidas como Giovanni Pico della Mirandola, Johannes Reuchlin o Agrippa, a un grupo de eruditos, católicos o reformados, vulgarizadores o esotérizantes vulgarizados, que fueron objeto de lectura y comentarios en el siglo XVI.

## Obras
- Les Kabbalistes chrétiens de la Renaissance, París, Dunod, 1964 (reed. Arma Artis, 1985). Tr.: La kabbala cristiana del Renacimiento, Madrid, Taurus, 1979.
- Guillaume Postel (1510-1581) et son interprétation du candélabre de Moyse en hébreu, latin, italien et français, Niewkoop, De Graaf, 1966
- Guillaume Postel: apologies et rétractations. Manuscrits inédits publiés avec une introduction et des notes, Niewkoop, De Graaf,  1972
- Federigo Borromeo, 'De Cabbalisticis inventis libro duo', Niewkoop, De Graaf, 1978
- Postelliana, Niewkoop, De Graaf, 1980
- Vie et caractère de Guillaume Postel, Milán, Archè, 1987
- R.P. Esprit Sabbathier : L'ombre idéale de la sagesse universelle, Milán, Archè, 1990
- Postel revisité. Nouvelle recherche sur Guillaume Postel et son milieu, París, Chrysopoeia, 1998